# Cintre (architecture)
Pour les articles homonymes, voir Cintre.

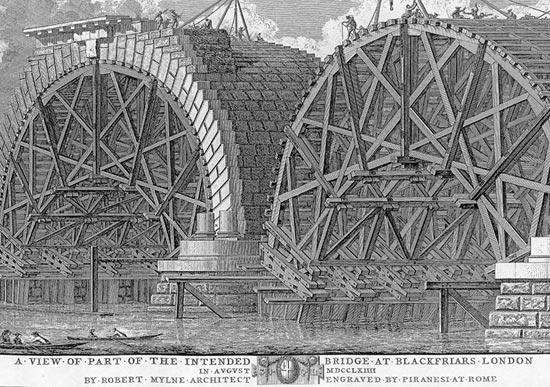
Cintre du Blackfriars Bridge à Londres par Piranese en 1764.

Le cintre est une construction provisoire en charpente, destinée à soutenir les voussoirs d'un arc ou d'une voûte pendant sa construction. Sur les cintres sont placées des planches appelées « couchis ». On distingue trois sortes de cintres : les cintres fixes ou inflexibles, les cintres mobiles ou flexibles et les cintres retroussés.
Le « cintrage » est l'opération qui consiste à construire un cintre, le « décintrement » est l'opération inverse. Le « tassement » (ou la « mise en charge ») de la voûte ou de l'arc intervient normalement après le décintrement.
Par extension, le cintre est la courbe de la surface intérieure, l'intrados, d'une voûte ou d'un arc : courbure hémisphérique concave.
« En plein cintre » se dit pour un arc dont la courbe correspond à un demi-cercle : voûte ou arcade en plein cintre de l'art roman, par opposition à arc brisé.
Une des techniques de décintrement consiste à utiliser des boîtes à sable.